# جيف كريستي
جيف كريستي هو متسابق على الجليد بمزلاجة كندي، ولد في 2 فبراير 1983 في فانكوفر في كندا.

## وصلات خارجية
- الموقع الرسمي
- جيف كريستي على موقع FIL (الإنجليزية)
- جيف كريستي على موقع اللجنة الأولمبية الدولية (الإنجليزية)
- جيف كريستي على موقع أوليمبيديا (الإنجليزية)
- جيف كريستي على موقع اللجنة الأولمبية الكندية (الإنجليزية)